# Палестин (Арканзас)
Палестин (англ. Palestine) — город, расположенный в округе Сент-Франсис (штат Арканзас, США) с населением в 741 человек по статистическим данным переписи 2000 года.

## География
По данным Бюро переписи населения США город Палестин имеет общую площадь в 8,29 квадратных километров, водных ресурсов в черте населённого пункта не имеется.
Город Палестин расположен на высоте 64 метра над уровнем моря.

## Демография
По данным переписи населения 2000 года в Палестин проживало 741 человек, 209 семей, насчитывалось 299 домашних хозяйств и 321 жилой дом. Средняя плотность населения составляла около 88,2 человек на один квадратный километр. Расовый состав города по данным переписи распределился следующим образом: 85,96 % белых, 13,23 % — чёрных или афроамериканцев, 0,67 % — представителей смешанных рас, 0,13 % — других народностей. Испаноговорящие составили 0,27 % от всех жителей города.
Из 299 домашних хозяйств в 33,4 % — воспитывали детей в возрасте до 18 лет, 52,2 % представляли собой совместно проживающие супружеские пары, в 15,1 % семей женщины проживали без мужей, 30,1 % не имели семей. 27,1 % от общего числа семей на момент переписи жили самостоятельно, при этом 15,4 % составили одинокие пожилые люди в возрасте 65 лет и старше. Средний размер домашнего хозяйства составил 2,48 человек, а средний размер семьи — 3,01 человек.
Население города по возрастному диапазону по данным переписи 2000 года распределилось следующим образом: 26,7 % — жители младше 18 лет, 9,6 % — между 18 и 24 годами, 26,2 % — от 25 до 44 лет, 23,3 % — от 45 до 64 лет и 14,2 % — в возрасте 65 лет и старше. Средний возраст жителей составил 36 лет. На каждые 100 женщин в городе приходилось 81,6 мужчин, при этом на каждые сто женщин 18 лет и старше приходился 81 мужчина также старше 18 лет.
Средний доход на одно домашнее хозяйство в городе составил 24 904 доллара США, а средний доход на одну семью — 36 023 доллара. При этом мужчины имели средний доход в 28 661 доллар США в год против 18 816 долларов среднегодового дохода у женщин. Доход на душу населения в городе составил 14 462 доллара в год. 16,7 % от всего числа семей в округе и 17,2 % от всей численности населения находилось на момент переписи населения за чертой бедности, при этом 17,5 % из них были моложе 18 лет и 19 % — в возрасте 65 лет и старше.